# Peppermint Creeps
Peppermint Creeps är ett glam-punk/hair metal band från Hollywood. Bandet bildades 1997 av Traci Michaelz (trummor), Marky DeSade (sång), Kari Ash (basgitarr) och Macy Malone (gitarr); de sistnämnda är från Kanada. 1998 kom EP:n CreE.P.show och Malone tog över sången. Randy Castillo och Phil Soussan var producenterna till den och själva albumet då kom ut 2001. Till plattan hör också de två kända singlarna "Stupid" och "Lesbian", som senare spelades in som video och lades sedan om igen på deras debut Animatron X som kom ut 2003.
Traci Michaelz avled vid 34 års ålder, på morgonen 13 juni 2008 mellan 06:00 och 09:00 efter att ha uppträtt i Fort Worth i Texas.

## Medlemmar
Nuvarande medlemmar
- Macy Malone – gitarr, sång (1997–)
- Billy Blade – basgitarr, sång (2006–)

Tidigare medlemmar
- Traci Michaelz (eg. Tracy Michaels) – trummor, sång (1997–2008, avliden 2008)
- Kari Ash – basgitarr (1997–2003)
- Eddie Electra – basgitarr, gitarr, sång (2002–2006)
- Robbie Stylez – gitarr, sång (2004–2005, 2006–2007)

Turnerande medlemmar
- Marky DeSade – sång (1998)
- Billi Foxxx – sång, gitarr (1999)
- Trixie Joe (Joseph Michael) – basgitar (2009)
- Andii Stittch – basgitarr (2003–2004)

## Diskografi
Studioalbum
- Animatron X (2002)
- We R The Weirdoz!!! (2005)
- Cover Up (2007)
- In Hell (2009)

Livealbum
- Greatest Misses "Live" 1998-2009 (2010)

EP
- CreE.P.show (1998)